# Schopenhauer-Gesellschaft
La Schopenhauer-Gesellschaft (dal tedesco: Società Schopenhauer) è una società filosofico-letteraria con sede a Francoforte sul Meno, che si dedica alla ricerca e alla presentazione della vita, dell'opera e dell'influenza del filosofo tedesco Arthur Schopenhauer (1788-1860).

## Storia
La società fu fondata a Kiel nel 1911 da Paul Deussen, filosofo, indologo e curatore di un'edizione critica delle opere di Schopenhauer, oltreché da Georg Grimm, Karl-Eugen Neumann e altri.
Essa persegue tre scopi: fornire un forum istituzionale per la comunità di conoscitori e seguaci degli insegnamenti di Schopenhauer; costruire un archivio sulla vita e l'opera del filosofo; pubblicare un annuario dedicato a lui e alle questioni filosofiche da lui sollevate. 
All'inizio la società contava già diverse centinaia di membri provenienti da tutto il mondo, il cui numero è salito a più di 1.000 negli anni '80. 
Dal 1921, lavorò a stretto contatto con la Biblioteca universitaria di Francoforte (come istituzione succeduta alla Biblioteca della città di Francoforte), dove oggi si trova l'Archivio Schopenhauer. L'archivio possiede un ampio patrimonio su Schopenhauer, in particolare una collezione di ritratti, manoscritti vergati di suo pugno, documenti sulla sua vita e oggetti della sua sfera privata, libri della sua biblioteca con glosse marginali, oggetti e documenti importanti dell'ambiente personale e intellettuale di Schopenhauer, ecc. Tuttavia, la maggior parte dei manoscritti sulle opere di Schopenhauer, e quindi il nucleo del suo patrimonio, si trova nella Biblioteca di Stato di Berlino. 
La Schopenhauer-Gesellschaft ha attraversato periodi molto mutevoli, soprattutto nei primi decenni della sua esistenza. Nel 1920, la Neue Deutsche Schopenhauer-Gesellschaft (Nuova Società Tedesca di Schopenhauer) si separò da essa, sostenendo un'interpretazione del filosofo più a carattere nazionale-locale; tuttavia, le sue attività si esaurirono presto. 
All'inizio degli anni Venti, a seguito di un conflitto interno, l'orientamento più scientifico della società fu imposto a favore dell'approccio laico. Alla fine degli anni Venti, essa organizzò tre importanti congressi internazionali: Europa e India (Dresda 1927), Filosofia e religione (Francoforte 1929) e Teoria e realtà (Amburgo 1931). 
Durante il periodo nazista, essa dovette lottare duramente per la propria sopravvivenza di fronte alla situazione economica e alla pressione politica generale, ma sopravvisse senza fare concessioni irragionevoli al regime. 
A partire dal 1938, la società fu coinvolta nel progetto della città di Francoforte di istituire un Museo Schopenhauer nella casa in cui questi morì. Il progetto non fu realizzato a causa della guerra, che portò anche alla distruzione della casa di Schopenhauer. 
Al termine del conflitto, si assistette a un continuo sviluppo, le cui linee principali furono le attività di raccolta per l'Archivio Schopenhauer, la pubblicazione dell'annuario, l'organizzazione di conferenze, congressi, lezioni, mostre e concorsi di saggistica (dal 2003), nonché le ampie attività editoriali e di redazione dei principali membri. La società ha sezioni in Nord America, India, Brasile, Italia, Polonia, Giappone e altrove.
Nella seconda decad3 degli anni Duemila, contava circa 600 membri.

## Pubblicazioni
Lo Schopenhauer-Jahrbuch è l'annuario che appare regolarmente dal 1912 con solo brevi interruzioni. Dopo una prima fase di assestamento e ricerca sui contenuti da fornire, l'annuario si trasformò in un compendio rinomato e basato su un'analisi e un'interpretazione essenzialmente accademica di Schopenhauer e della sua tradizione di pensiero.

## Presidenti
Si riporta di seguito l'elenco dei presidenti:
- Paul Deussen (1911-1919);
- Leopold Wurzmann 1920-1924;
- Hans Zint (1924-1936);
- Arthur Hübscher (1936-1982);
- Wolfgang Schirmacher (1982-1984);
- Rudolf Malter (1984-1992);
- Heinz Gerd Ingenkamp (1992-2000);
- Matthias Koßler (dal 2000).